# Aeroportul Sayak
Aeroportul Sayak (IATA: IAO, ICAO: RPNS) este un aeroport din Del Carmen⁠(d), Surigao del Norte⁠(d), Caraga⁠(d), Filipine ce deservește zona Siargao⁠(d). Aeroportul a fost tranzitat în 2022 de 169.642 de pasageri.
Situat la o altitudine de 7 m, aeroportul dispune de o singură pistă. Este operat de Civil Aviation Authority of the Philippines⁠(d).